# فيروز التميمي
فيروز حسين التميمي روائية أردنية حائزة على جائزة الشارقة للإبداع العربي عن روايتها «ثلاثون».تقيم حالياً في السويد حيث تكتب عمودا في صحيفتي Sydsvenskan و Helsingborgs Dagblad وتدير شركتها الخاصة التي تعمل في مجال إدارة المشاريع وتأسيس الشركات. أنهت الثانوية في سلطنة عُمان، وحصلت على شهادة البكالوريوس في الهندسة الكهربائية والكمبيوتر من جامعة العلوم والتكنولوجيا الأردنية سنة 1991.عملت في مجال الهندسة والبرمجيات في القطاعين العام والخاص في الأردن وعدد من الدول العربية.

## نشأتها
نشأت فيروز التميم في مدينة الزرقاء، ودرست بها حيث تصف الزرقاء بأنها  البدء والبداية لتكون كاتبة قبل ان تكون متخصص في دراسة الحاسوب، «فقد كان البدء في الزرقاء، وطفولة كاملة المواصفات والمقاييس، والحارات المدنيّة، والتنوّع، والتجاور الدبًق، ومساحة الخصوصية التي تسمح بها المدن الكبيرة لا أكثر.. مساحة الحيوية التي تمنحك إياها مدينة صاخبة، الحيوية التي تليق بشبابك، ومدينة لا يمكن، لمن لم يكبر فيها، أن يفهم عليها ولا أن يحبها. منحتني الزرقاء بشراً كثيرين، وسعادات وحياةً، كما ينبغي للحياة أن تكون.»

## اعمالها
- «ثلاثون» - رواية - عن دائرة الثقافة والإعلام في الشارقة في العام 1999. حيث فازت بجائزة الشارقة للإبداع العربي عن هذه الرواية
- «كأنها مزحة» - رواية - عن دار الآداب - بيروت العام 2012
- «دليل الاستخدام» - نصوص سردية - عن دار أزمنة 2014[2]

### رواية ثلاثون
هناك من يرى أن رواية “ثلاثون” انتصرت للمرأة التي بحثت عنها التميمي في عالمها وعالم القراء، عن هذا الرأي تقول محاورتنا: “لم أسعَ وراء انتصارٍ للمرأة في “ثلاثون”. سعيت إلى كتابة نصّ المرأة، لتوثيق “بعض” المرأة. كما لم أفلح لأن هذا الهاجس ظلّ مسيطرا عليّ. عاودت المحاولة في رواية “كأنها مزحة” لكنني انتهيت إلى مكان آخر تماما لم أقصده. وأضافت فيروز التميمي قولها: “لم تُجب “ثلاثون” عن أية أسئلة.

### رواية كأنها مزحة
في رواية “كأنها مزحة” تطلق الكاتبة سخرية نلمحها بين السطور، وعنها تقول فيروز التميمي: “تأسرني الكتابة التي تتمتّع بقدر مناسب من السخرية. في “ثلاثون” و”كأنها مزحة”، حاولتُ أن يكون حسّ السخرية بالمقدار الملائم تماما، لا أقل ولا أكثر. لا أدري كم نجحت في ذلك لكنني أطمح إلى كتابة غير متجهّمة.

## المجال الثقافي
- كتبت عموداً أسبوعياً في الصحافة الأردنية في صحيفتي الدستور والعرب اليوم
- شغلت منصب أول مديرة تنفيذية للصندوق العربي للثقافة والفنون- آفاق (2008-2010).
- عضو هيئة تحرير مجلة الروزنا الفكرية النسوية الصادرة عن اتحاد المرأة الأردني (2010-2012)

## الخبرات العملية
تحمل شهادات في هندسة الكهرباء/الحاسبات وإدارة البرامج والمشاريع وهندسة العمليات. وقد عملت لسنوات طويلة كمديرة تنفيذية وكمستشارة في قطاع الاتصالات وتكنولوجيا المعلومات. وشغلت منصب مديرة دائرة (إدارة مشاريع الحكومة الإلكترونية الأردنية) للأعوام (2006-2007) ومديرة دائرة «الاستراتيجية الوطنية لقطاع تكنولوجيا المعلومات» في الحكومة الإلكترونية الأردنية عام 2007.

## العمل التطوعي المهني
- عضو مؤسس في جمعية إدارة المشاريع - فرع الأردن.
- عضو في جمعية إدارة المشاريع الأمريكية
- عضو في جمعية إدارة المشاريع - فرع السويد
- تقود الفريق المؤسس ل (Education Foundation) في السويد والذي يقوم بإتاحة إدارة المشاريع لطلبة المدارس والجامعات والمنظمات غير الحكومية.

## الترجمة
- ترجمت فيروز التميمي كتاب (مكتب إدارة إجراءات العمل) الصادر عن منظمة ليوناردو كونسلتينغ الأسترالية.
- قادت مشروع ترجمة الدليل المعرفي لإدارة المشاريع (Project Management Body Of Knowledge)إلى اللغة العربية
- عضو في فريق تحقيق الترجمة العربية للدليل المعرفي لإدارة المشاريع (Project Management Body Of Knowledge)الإصدار الثالث

## مقولاتها
- أحسّ أننا في القرون الوسطى للكتابة حين أقرأ لبعض الكتّاب الأجانب. أرى أفكارا خلاّقة فعلا، أرى تحرّرا من الأسئلة المعبّرة عن أجناس الكتابة وتحرّرا من الفذلكات التي لا تلزم أحدا وتحرّرا من الافتعــالات في الشكل والمضمون.[4]
- ربما لو توقّف الكتاب عن التنظير للكتابة وكتبوا بالفعل يمكننا ساعتها أن نتطوّر. دون أن نكون أحرارا كبشر لا يمكننا أن نكون أحرارا في الكتابة[4]

## وصلات خارجية
- فيروزالتميمي عبر لينكد ان